# Ce qu'ils disent ou rien
Ce qu'ils disent ou rien est le deuxième roman d'Annie Ernaux, publié en 1977 aux éditions Gallimard.

## Résumé
Alors qu'Annie Ernaux enseigne encore les Lettres modernes dans un lycée de la banlieue parisienne, elle rédige discrètement ce deuxième roman, qui évoque son origine sociale (un thème récurrent dans ses créations, qu'elle aborde à plusieurs reprises, sous différents angles, notamment dans Les Armoires vides (son premier roman), La Place, La Honte, etc.). 
Dans ce roman, le personnage principal, Anne, une adolescente évoque, initialement à l'occasion d'une dissertation scolaire consacrée au bilan des vacances, sa famille, mais aussi ses études, ses difficultés à formaliser, la distorsion qu'elle ressent entre le milieu scolaire et son milieu social, et ses premières relations amoureuses,. « Anne ? t'étais plus causante avant », lui dit une tante « C'est plutôt la leur de langue que j'ai perdue. Tout est désordre en moi, ça ne colle pas avec ce qu'ils disent ».
.

## Réception
Comme toutes ses premières œuvres, ce roman est édité par Gallimard. Il reçoit un « succès d'estime ».